# Nadwiśle
Nadwiśle – obszar MSI w dzielnicy Wawer w Warszawie. 

## Opis
Nadwiśle graniczy z dzielnicą Wilanów (granica na Wiśle) na przedłużeniu z ul. Skalnicową, ul. Skalnicową do cieku wodnego, ciekiem wodnym na północ do ul. Chodzieskiej, ul. Chodzieską do Traktu Lubelskiego i Traktem Lubelskim na południe; za skrzyżowaniem z ul. Borków na wschód do Kanału Zagoździańskiego. Na południu do ul. Bysławskiej; ul. Bysławską i jej przedłużeniem do granicy na Wiśle z dzielnicą Wilanów. Dalej granicą na Wiśle do przedłużenia ulicy Skalnicowej.
Nazwa została wymyślona na potrzeby systemu MSI. W skład obszaru Nadwiśle wchodzą osiedla: Wólka Zerzeńska, Julianów, Zatrzebie, Skrzypki, Orzechówek, także rejon Miedzeszyn (określany jeszcze latach 60. XX wieku mianem Miedzeszyn-Wieś).
Głównym ciągiem komunikacyjnym osiedla jest ulica Wał Miedzeszyński.